# Туль, Магдалена
Магдале́на Ева Туль (пол. Magdalena Ewa Tul), известная также как Lady Tullo — польская поп-певица.

## Биография
Магдалена родилась 29 апреля 1980 в г. Гданьске. В 2000 году переехала в Варшаву, где она выступала в мюзиклах «Смазка» и «Кошки». В 2004 участвовала в польском отборе на Евровидение с песней «Full of Life» («Полна жизни»), заняв на нём девятое место. 
В 2011 году певице удалось выиграть национальный отбор на Евровидение с песней «Я» (польск. Jestem). За её песню проголосовало 44,47 % телезрителей (при помощи телефонного и SMS-голосования). В 2013 году приняла участие в польской версии проекта Голос, где её оппонентом была Магдалена Васылик.

## Евровидение
На Евровидении 2011 певица выступила с песней „Jestem” в первом полуфинале (10 мая) под первым номером. Магдалена не прошла в финал, заняв в полуфинале последнее, 19-е место. В 2012 году подала заявку на участие в Евровидении 2013 от Швейцарии, но не прошла предварительный этап отбора.

## Дискография

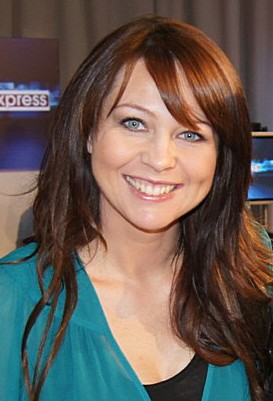
Магдалена в 2012 году

### Альбомы
- V. O. H. (2007)

### Синглы
- Full Of Life (2004)
- Idź swoją drogą (2005)
- Find The Music (2006)
- Tryin' (2007)
- Nie ma jej (2010)
- Jestem (2010)
- Give It Up (2012)